# An Dương (xã)
An Dương là một xã thuộc huyện Tân Yên, tỉnh Bắc Giang, Việt Nam.

## Địa lý
Xã An Dương nằm ở phía tây bắc huyện Tân Yên, cách trung tâm huyện khoảng 6 km, có vị trí địa lý:
- Phía đông giáp xã Liên Sơn
- Phía tây giáp xã Lam Cốt
- Phía nam giáp xã Ngọc Châu
- Phía bắc giáp thị trấn Nhã Nam.

Xã An Dương có diện tích 11,13 km², dân số năm 2022 là 7.760 người, mật độ dân số đạt 697 người/km².

## Hành chính
Xã An Dương được chia thành 19 thôn: Am Ngàn, Bãi Đình, Bùng, Cầm, Chợ, Dương Lâm, Đèo, Đồng Ván, Đụn 2, Đụn 3, Gạc, Giữa, Hạ, Mai Châu, Minh Tân, Ngàn Ván, Non, Tân Lập, Tiêu.

## Lịch sử
Trước Cách mạng Tháng Tám, địa bàn xã An Dương ngày nay thuộc xã Dương Lâm và Yên Lễ.
Sau Cách mạng Tháng Tám, thành lập xã An Dương trên cơ sở xã Dương Lâm và xã Yên Lễ.
Năm 1955, Chính phủ chia xã An Dương thành xã Hồng Phong và xã Hùng Tiến.
Năm 1973, đổi tên xã Hồng Phong và xã Hùng Tiến thành xã Dương Lâm và xã Yên Lễ.
Ngày 5 tháng 8 năm 1978, Bộ trưởng Phủ Thủ tướng ban hành Quyết định số 135-BT về về việc thành lập xã An Dương trên cơ sở xã Dương Lâm và xã Yên Lễ.